# ۱۶۰۴ (میلادی)
۱۶۰۴ (میلادی) هزار و ششصد  و چهارمین سال تقویم میلادی است.

## رویدادها
- نبرد ارومیه: جنگی که بین سپاه ایران و عثمانی در زمان شاه عباس یکم رخ داد و منجر به پیروزی ایران شد.
- ابرنواختر کپلر در طول سه هفته در سال ۱۶۰۴ میلادی قدر ظاهری آن −۲.۵ بود و از تمام اجرام آسمانی به اسثتنای خورشید، ماه و زهره درخشانتر بود.

## زادگان
- ۱۰ مارس – ژوهان رودولف گلابر، شیمی‌دان و مهندس آلمانی